# Rammingen (Baden-Württemberg)
Rammingen è un comune tedesco di 1 306 abitanti, situato nel land del Baden-Württemberg.